# Nobunaga Oda

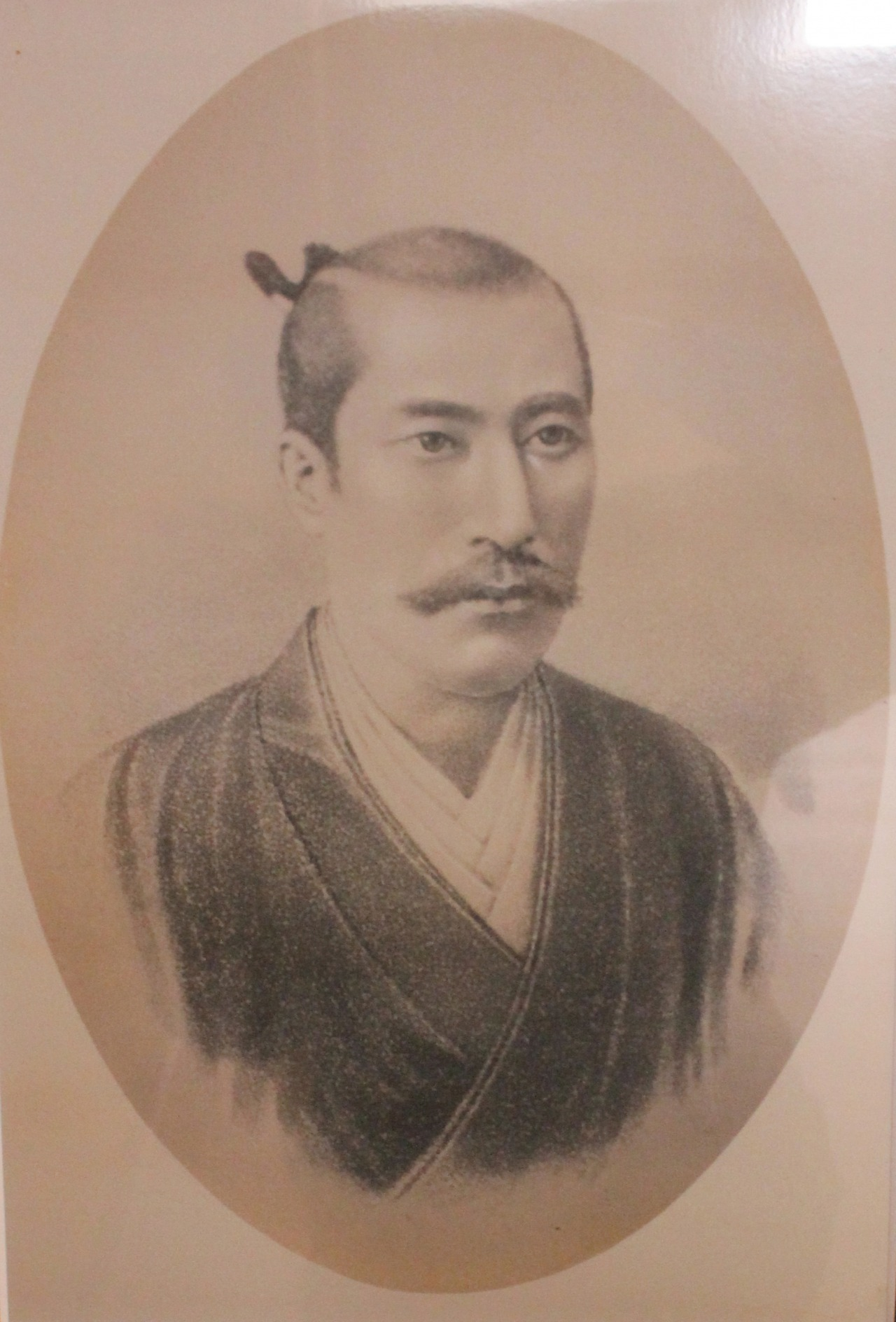
Oda Nobunaga portrétovaný italským jezuitou

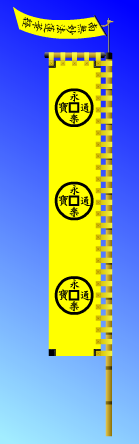
Zástava Ody Nobunagy

Nobunaga Oda (japonsky 織田 信長, Oda Nobunaga, celým jménem japonsky 織田上総介三郎信長, Oda Kazusanosuke Saburó Nobunaga, 23. června 1534 – 21. června 1582) byl hlavním daimjóem ke konci období Sengoku a prvním z řady tří tzv. sjednotitelů Japonska (dalšími dvěma byli jeho bezprostřední nástupce Hidejoši Tojotomi a dovršitel procesu sjednocení Iejasu Tokugawa). Byl synem Nobuhideho Ody, nepříliš významného válečníka s malými pozemky v provincii Owari. Nobunaga žil v neustálých válečných výbojích a předtím, než předčasně zemřel v roce 1582, si podrobil téměř celé Japonsko.

## Mladá léta
Nobunaga Oda se narodil 23. června na panství Owari a dostal dětské jméno Kippóši (japonsky:吉法師). Byl druhým synem Nobuhideho Ody, který zastával funkci zástupce šuga a měl své pozemky v provincii Owari. Nobunaga se měl narodit na hradě Nagoja, avšak toto rodiště je zpochybňováno. Během svých dětských a jinošských let proslul svým bizarním chováním a získal přezdívku Owari no Óucuke (japonsky: 尾張の大うつけ, Blázen z Owari). Bylo o něm známo, že pobíhá s ostatní mládeží bez ohledu na své společenské postavení. Avšak se zavedením palných zbraní v Japonsku ho proslavila jeho záliba v palných zbraních tanegašima, nazvaných podle stejnojmenného ostrova.

## Sjednocení provincie Owari
V roce 1551 neočekávaně zemřel Nobuhide Oda. Během jeho pohřbu byl Nobunaga nařčen ze společensky nepřijatelného chování při kladení obřadní vonné tyčinky na oltář. Tento akt později odsoudilo mnoho vazalů rodiny Oda. Ti, přesvědčeni o Nobunagově nedostatku disciplíny, začali stranit jeho jemněji se vyjadřujícímu a uhlazenějšímu bratrovi Nobujukimu.
Samuraj sloužící klanu Oda a Nobunagův mentor Masahide Hirate, zahanbený Nobunagovým chováním, spáchal seppuku. To byla pro Nobunagu obrovská rána, ztratil totiž učitele a cenného vazala. Později Nobunaga vystavěl na jeho počest svatyni.
Ačkoli byl Nobunaga uznán jako Nobuhidův právoplatný následník, byl klan Oda rozdělen do mnoha frakcí, a dokonce byl celý klan technicky poddán šugovi provincie Owari, Jošimunemu Šibovi. Tak se stalo, že Nobutomo Oda, jenž byl šugovým zástupcem a jenž ovládal slabého Šibu jako svou loutku, odmítl Nobunagu jako nového pána provincie Owari. Když Jošimune jasně podpořil a pokusil se pomoci Nobunagovi, byl Nobutomou zavražděn.
Nobunaga úspěšně přesvědčil Nobumicuho Odu, mladšího bratra svého otce Nobuhideho, aby se připojil na jeho stranu, a s jeho pomocí byl Nobutomo zabit na hradě Kijosu, který se později stal Nobunagovým sídlem na více než 10 let. Nobunaga využil situace, kdy právoplatným dědicem funkce šuga provincie Owari se stal Jošimuneho syn, Јоšikane Šiba, a uzavřel spojenectví s rodinou Imagawa z provincie Suruga a s rodinou Kira z provincie Mikawa, jelikož oba klany měly stejného šuga a nemohly odmítnout. To ve skutečnosti mělo zajistit, aby rodina Imagawa přestala útočit na hranice provincie Owari.
Přestože byl Nobujuki a jeho stoupenci stále na svobodě, Nobunaga vedl armádu do provincie Mino na pomoc Dósanu Saitóovi, jehož syn, Jošitacu Saitó, se obrátil proti němu. Tažení selhalo, Dósan byl zabit a Jošitacu se v roce 1556 stal novým pánem provincie Mino.
O pár měsíců později provedl Nobujuki s podporou Каcuieho Šibaty a Hidasady Hajašiho výpad proti svému bratru Nobunagovi. Byli poraženi při bitvě u Ino. Tito tři byli omilostněni jen díky intervenci Nobunagovy a Nobujukiho matky. Nicméně již příští rok plánoval Nobujuki další rebelii. Nobunaga byl informován Kacuiem Šibatou a poté, co předstíral nemoc, aby se dostal do Nobujukiho blízkosti, zavraždil ho na hradě Kijosu.
V roce 1559 Nobunaga zlikvidoval veškerou opozici proti sobě jak v klanu, tak i v celé provincii Owari. Pokračoval ve využívání Jošikaneho Šiby jako výmluvy pro uzavírání míru s ostatními daimjói. Později však objevil Jošikaneho tajnou korespondenci s klany Kira a Imagawa, snažící se dohodnout na vypuzení Nobunagy a obnovení moci klanu Šiba. Nobunaga ho vyhnal a aliance vytvořené ve jménu klanu Šiba tak byly neplatné.

## Bitva u Okehazamy
V roce 1560 shromáždil Jošimoto Imagawa armádu čítající 25 000 mužů a vyrazil směrem na Kjóto pod záminkou pomoci křehkému šógunátu Ašikaga. Klan Macudaira z provincie Mikawa se připojil k Jošimotovým silám.
Pro porovnání, klan Oda měl armádu pouhých 3 tisíce mužů, a tato síla bylo rozdělena na obranu různých míst na hranicích. Za těchto nepříznivých okolností Nobunaga údajně předvedl svůj oblíbený tanec Acumori, předtím než se on sám a pár společníků odebralo pomodlit se do chrámu. Podpořený náhlou bouří, Nobunaga napadl tábor Imagawů a zabil Jošimota, což mu přineslo překvapivé vítězství, které vstoupilo do historie jako bitva u Okehazamy. Touto vítěznou bitvou vstoupil Nobunaga do národního povědomí.
Výsledkem bylo rychlé oslabení klanu Imagawa, který tím ztratil vládu nad klanem Macudaira. V roce 1561 bylo vytvořeno spojenectví mezi Nobunagou a Macudairou Motojasuem (později známým jako Iejasu Tokugawa).

## Tenka Fubu
V roce 1561 v provincii Mino zemřel předčasně na nemoc Saitó Jošitacu, po němž nastoupil jeho syn Saitó Tacuoki. Tacuoki byl však mladý a málo zkušený coby vladař a vojenský stratég ve srovnání se svým otcem a dědem. Nobunaga využil této situace, přesunul svou základnu na hrad Komaki a začal tažení v provincii Mino. Nobunaga přesvědčil vazaly rodu Saitó, aby se zřekli svého nekompetentního a pošetilého pána, a tím velmi významně tento klan oslabil a připravil si tak výhodné podmínky pro konečný útok v roce 1567. Nobunaga se zmocnil hradu Inabajama a poslal Saita Tacuokiho do exilu.
Oda Nobunaga odjel do Inabajamy a přejmenoval svůj nový hrad stejně jako město na Gifu, podle legendární hory Gi v Číně, kde vznikla dynastie Čou. Tím Nobunaga dal najevo své ambice podmanit si celé Japonsko. Začal používat svou novou pečeť, jež se četla jako „Tenka Fubu“, což znamená: „sjednotit vše pod nebesy silou zbraní“.
V roce 1564 si vzala Nobunagova sestra Oiči Azaie Nagamasy, daimjóa v severní provincii Ómi. To mu později pomohlo připravit cestu do Kjóta.
V roce 1568 cestoval poslední ašikagský šógun Ašikaga Jošiaki do Gifu a požádal Nobunagu, aby začal tažení na Kjóto. Jošiaki byl bratr zavražděného 13. šóguna z rodu Ašikaga Jošiterua. Jošiteruho vrazi dosadili na místo šóguna svou loutku Ašikagu Jošihideho. Nobunaga vyhodnotil Jošiakiho žádost jako výbornou příležitost začít tažení a podrobit si Kjóto. Překážkou v severní provincii Ómi mu však byl klan Rokkaku. Vůdce klanu Rokkaku Jošikata odmítl podpořit Jošiakiho jako šóguna a tím začala válka. Nobunaga podnikl masivní útok a vyhnal klan Rokkaku z jejich hradů.
Během krátkého času dosáhl Nobunaga Kjóta a vyhnal klan Mijoši pryč z města. Jošiaki byl pak jmenován 15. šógunem z rodu Ašikaga.
Nobunaga odmítl post kanrei a posléze začal s oslabováním moci šóguna s jasným úmyslem využít ho jako loutku pro ospravedlnění svých budoucích výbojů. Jošiaki však neměl v úmyslu stát se něčí loutkou, a tak si potají dopisoval s různými daimjóy s cílem vytvořit alianci proti Nobunagovi.
Obzvláště klan Asakura s nelibostí nesl vzrůstající mocí klanu Oda. Historicky byl totiž klan Oda podřízen klanu Asakura. Navíc Asakura Jošikage, který též podporoval Ašikagu Jošiakiho, nebyl ochotný táhnout na Kjóto. Proto klan Asakura nyní pohrdal Nobunagovými úspěchy.
Když Nobunaga zahájil tažení na území klanu Asakura, Azai Nagamasa (manžel Nobunagovy sestry Oiči), zrušil spojenectví s klanem Oda, aby dostál spojenectví rodů Azai a Asakura, které trvalo po generace. S pomoci rebelů Ikkó-ikki získala aliance proti Nobunagovi na síle.
V bitvě u Anegawy porazil Nobunaga a Iejasu Tokugawa spojené síly klanů Asakura a Azai.
Nobunaga vedl válku i proti buddhistickým mnichům, kteří se mu odmítli podrobit. Enrjakudži, klášter na hoře Hiei s mnichy-válečníky sóheii školy Tendai, mu byl zvláště trnem v oku, neboť sídlil velmi blízko jeho rezidence v hlavním městě Kjótu. Proto v roce 1571 Nobunaga napadl Enrjakudži a do základů ho vypálil, přestože byl obdivovaným a významným kulturním symbolem té doby, Při této akci zemřelo údajně mezi 20 a 30 tisíci mužů, žen a dětí.
V průběhu let Nobunaga upevňoval svou pozici a brutálně ničil své nepřátele. Například při obléhání systému pevností Nagašima utrpěl Nobunaga obrovské ztráty včetně několika bratrů při potlačování odporu povstalců Ikkó-ikki. Nakonec ale Nobunaga obklopil nepřátelský komplex a zapálil ho, přičemž zde zemřely desetitisíce civilistů, většinou ženy a děti.
Jeden z nejsilnějších členů aliance proti Nobunagovi byl Šingen Takeda, a to vzdor jeho všeobecně smírnému vztahu a nominálnímu spojenectví s klanem Oda. V roce 1572 Takeda na naléhání šóguna zahájil tažení na hlavní město, na jehož počátku byla invaze na Tokugawovo území. Nobunagovy síly byly vázány na západní frontě, a proto poslal Iejasu Tokugawovi pouze mdlou pomoc. Ten potom utrpěl porážku při bitvě u Mikatagahary v roce 1573.
Avšak nedlouho po bitvě se Takedovy síly stáhly, neboť Šingen v roce 1573 v důsledku nemoci zemřel. Jeho smrt znamenala úlevu pro Nobunagu, jenž se mohl zaměřit na Jošiakiho, který mu opakovaně otevřeně vyhlašoval nepřátelství navzdory zásahu císařského dvora.
Nobunaga porazil Jošiakiho síly a poslal ho do exilu. Ještě toho roku končí šógunát Ašikaga.
Nobunaga v roce 1573 také úspěšně zničil klany Asakura a Azai. Nagamasa Azai poslal Oiči zpět Nobunagovi a spáchal sebevraždu. Po zničení povstalců Ikkó-ikki v řetězci pevností a opevnění Nagašima v roce 1574 zůstal jediným zbývajícím Nobunagovým protivníkem klan Takeda, vedený nyní Kacujorim Takedou.
Při rozhodující bitvě u Nagašina zdecimovaly spojené síly Nobunagy a Iejasua Tokugawy klan Takeda díky strategickému využití arkebuz. Nobunaga překonal nevýhodu pomalého nabíjení arkebuz tím, že postavil střelce do tří řad. Po tom, co vystřelili střelci v první řadě, se sehnuli a nabíjeli, zatímco střílela následující řada. Kulky byly schopny provrtat brnění Takedových jezdců. To způsobilo zmatek v Takedově kavalérii, jež byla zatlačována zpět a pobíjena přilétávajícími střelami.
Nobunaga pokračoval v expanzi. Poslal Kacuieho Šibatu a Tošiieho Maedu na sever a Micuhideho Akečiho do provincie Tanba.
V roce 1574 přijal Nobunaga titul kuge (šlechtic císařského dvora), potom v roce 1577 získal titul udaidžin (neboli „ministra zprava“ či mladšího ministra), což byl titul třetího nejvyššího hodnostáře císařského dvora.
Nobunagovo obléhání Išijama Hongandži, hlavní pevnosti povstalců Ikkó-ikki v Ósace, přineslo určitý pokrok, ale klan Mori z regionu Čúgoku prolomil námořní blokádu a začal posílat zásoby do silně opevněného komplexu po moři. V roce 1577 proto dostal Hidejoši Hašiba rozkaz vyrazit na západ a utkat se s klanem Mori.
O rok později byl dostavěn hrad Azuči v provincii Omi a tento působivý a extravagantně vyzdobený hrad šokoval evropské misionáře stejně jako obyčejné dvořany.
Avšak Uesugi Kenšin, považovaný za největšího válečníka té doby po smrti Šingena Takedy, se zúčastnil druhé aliance proti Nobunagovi. Drobné střety vyvrcholily bitvou u Tedorigawy a přesvědčivým vítězstvím Uesugiho. Zhruba v této době se Uesugiho síly připravovaly na pochod na Kjóto.
V důsledku této porážky začal stagnovat Nobunagův postup v provinciích Noto, Kaga a Eččú. Pokud by Uesugi vedl svou armádu na Kjóto, Oda Nobunaga by neměl žádnou šanci než se vzdát a postoupit východní území s nadějí, že dostane milost. Nicméně Uesugi Kenšin zemřel na pravděpodobné krvácení do mozku ještě dříve, než se jeho armády vydaly na pochod. Po Kenšinově smrti a značných zmatcích mezi jeho nástupci pokračoval Nobunaga v tažení na tuto oblast.
V roce 1580 přinutil Nobunaga pevnost Išijama Hongandži ke kapitulaci a v roce 1582 zničil i klan Takeda. Nobunagova moc byla nyní na vrcholu a byl připraven započít invazi do provincie Ečigo a na ostrov Šikoku.

## Incident v Honnódži
V roce 1582 napadl Hidejoši Hašiba (Nobunagův nejvěrnější vazal) provincii Biččú a obléhal hrad Takamacu. Tento hrad byl nepostradatelný pro klan Móri a jeho ztráta by zanechala sídelní panství klanu Móri zranitelné. Terumoto Móri přivedl posily před hrad Takamacu, čímž se bojující strany dostaly do patové situace, a Hidejoši požádal Nobunagu o posily.
Bývá často zmiňováno, že Hidejoši nepotřeboval posily, ale z rozličných důvodů o ně Nobunagu požádal. Někteří věří, že Hidejoši, jemuž ostatní generálové záviděli a nenáviděli ho pro jeho rychlý vzestup z nižšího pěšáka až ke generálovi zodpovídajícímu se pouze Nobunagovi, chtěl mít nějaký profit z dobytí hradu pro Nobunagu a získat navrch před ostatními vazaly rodu Oda. Jiní spekulují o tom, že Hidejoši nebo jeho vazalové chtěl vylákat Nobunagu do zranitelné pozice na frontě, kde by ho mohli snadněji zavraždit. Další věří, že byl Hidejoši ve skutečnosti vedoucí postavou za zradou Micuhideho Akeči.
V každém případě Nobunaga rozkázal Nagahidemu Niwovi, aby se přichystal na invazi na Šikoku a Micuhidemu, aby pomohl Hidejošimu. Na cestě do regionu Čúgoku zastavil Nobunaga v chrámu Honnódži v Kjótu. Protože Nobunaga neočekával útok uprostřed jím ovládaného území, byl strážen pouze pár desítkami služebníků a osobními strážci.
Toho však využil Micuhide, náhle obklíčil chrám Honnódži, a donutil Nobunagu, aby spáchal sebevraždu. Ve stejný čas, kdy Akečiho síly napadly hrad Nidžó, si Nobunaga vzal život. Společně s ním zemřel jeho mladý pobočník a milenec, Ranmaru Móri, který mu věrně sloužil po mnoho let a byl s ním i v tomto těžkém čase. Jeho loajalita a starostlivost o pána byly známy a časem velmi oceňovány. Pouze jedenáct dní po úderu na Honnódži byl Micuhide zabit v bitvě u Jamazaki.

## Oda, Tojotomi a Tokugawa
Nobunaga byl proslulý jako pán oblasti Nagoja (jak se říkalo provincii Owari) a neobyčejný příklad pro samuraje období Sengoku. Během pár let položil pro své následovníky cestu pro dokončení sjednocení Japonska pod novou vládu bakufu.
Je důležité že, Hidejoši Tojotomi a Iejasu Tokugawa (jenž založil šógunát Tokugawa) byli věrnými následovníky Nobunagy. Hidejoši se stal z bezejmenného rolníka jedním z nejvýznačnějších Nobunagových generálů. Iejasu sdílel s Nobunagou dětství a vyrůstali jako silní spojenci. Hidejoši porazil Akečiho během měsíce a byl považován za právoplatného Nobunagova nástupce, jenž pomstil Micuhideho zradu.
Tito dva byli obdarováni Nobunagovými předešlými úspěchy, kterými vybudoval a sjednotil Japonsko a o nichž říkali: „Sjednocení je jako rýžový koláček: Oda ho udělal, Hašiba ho zformoval a nakonec ho ochutnal pouze Iejasu.“ (Hašiba je rodové jméno Hidejošiho, jež používal dokud následoval Nobunagu)
Hidejoši, jenž se stal hlavním vládcem v roce 1586, sám syn z chudé rolnické rodiny, zavedl právo díky němuž byla samurajská třída kodifikována jako stálá a dědičná, a ostatním třídám bylo zakázáno nosit zbraně. Tím byla značně ztížena pohyblivost v rámci japonské společnosti (kterou nakonec úplně znemožnil šógunát Tokugawa) až do doby, kdy byla samurajská třída při reformách Meidži v šógunátu Edo rozpuštěna.
Je důležité si všimnout, že rozdíl mezi samuraji a ne-samuraji byl během 16. století nejasný. Mnoho mužů z různých sociálních vrstev (většinou malorolníci) příslušelo přinejmenším k jedné vojenské organizaci a sloužili ve válkách před a během Hidejošiho vlády. Tato situace „všichni proti všem“ trvala po staletí.
Oprávněné samurajské rodiny po 17. století si tak vybraly možnosti následovat Nobunagu, Hidejošiho a Iejasua. Během změn režimů nastávaly velké bitvy a mnoho poražených samurajů bylo zničeno nebo se stali róniny, popř. se začlenili do obyčejné populace.

## Politika
Nobunagovým snem bylo nejen změnit způsob válčení v Japonsku, ale také udělat jednu z nejmodernějších armád světa. Vylepšoval a rozšiřoval techniku oštěpů, lodí a hradů. Vylepšil systém válečného postavení tím, že se v úvahu brala zkušenost, ne však jméno nebo původ, jak tomu bylo v dřívějších dobách. Vazalům byla také dávána půda na základě výnosů rýže a na velikosti pozemků. Jeho organizační systém byl přesně použit a dále vyvíjen jeho spojencem Tokugawou Iejasuem v vzniklém šógunátu Tokugawa v Edu.
Nobunagova vláda a důvtip nebyl využit pouze na bitevním poli, ale byl také znám jako dobrý obchodník a rozuměl principům mikro- a makroekonomiky. Jako první modernizoval ekonomiku ze zemědělské podstaty na podstatu výrobní a na služby. Hradní města byla vyvíjena jako centra lokálních ekonomik. Byly budovány cesty na jeho panstvích mezi hradními městy nejen pro usnadnění cestování, ale především pro jednodušší pohyb velkých armád na dlouhé vzdálenosti v co nejkratším čase. Mezinárodní obchod byl rozšířen do Číny a na Korejský poloostrov, dokud nezačali přijíždět „jižní barbaři“ z Evropy, Filipín, Siamu a Indonésie.
Zavedl politiku „rakuichi rakuza“ jako cestu pro podporu obchodu a veškeré ekonomiky. Tato politika zrušila a zakazovala veškeré monopoly a otevřela uzavřené a privilegované svazy, společnosti a cechy, které viděla jako překážky obchodu. Také vyvinul různé daňové výjimky.
Stavěl „města-hrady“, místní centra obchodu. Ty spojoval novými cestami, nejen pro ulehčení obchodu, ale také pro rychlejší přesuny armády.
Stavěl také krásné zahrady a hrady. Snad nejkrásnějším z nich, a také prý nejkrásnější v celém Japonsku, je Azuči u jezera Biwa. Tento hrad je pokryt zlatem a zdoben sochami, uvnitř jsou pak interiéry malované malířem Eitoku Kanó.
Byl fascinován evropskou kulturou, sbíral umělecká díla, zbraně a brnění. Je také považován za jednoho z prvních Japonců, kteří nosili evropské oblečení. Byl také patronem křesťanských misionářů v Japonsku, avšak nikdy nekonvertoval ke křesťanství.
Nobunaga je v Japonsku vzpomínán jako jeden z nejkrutějších daimjó období Sengoku. Byl prvním ze tří hlavních sjednotitelů Japonska. Těmi dalšími byli Tojotomi Hidejoši (zvaný také Hašiba Hidejoši) a Tokugawa Iejasu. Oda Nobunaga byl na nejlepší cestě stát se šógunem Japonska nebýt toho, že jeden z jeho generálů, Akeči Micuhide, obklíčil chrám Honnódži v Kjótu, kde se tehdy Nobunaga nacházel, a přiměl Nobunagu spáchat seppuku. Protože Nobunaga nechtěl, aby jeho hlavu získali za trofej jeho nepřátelé, podpálil na jeho přání chrám Honnódži jeho pobočník Ranmaru Móri, který následně také spáchal seppuku. Akeči se pak sám prohlásil za pána Odových území, ale Hidejoši Akečiho porazil a svého pána Nobunagu pomstil.